# الطريق الأوروبي E38
الطريق الأوروبي E38 هو طريق وجزء من شبكة الطرق الأوروبية الدولية. يبدأ في هلوخيف بأوكرانيا وينتهي في شيمكنت بكازاخستان. يبلغ طوله 3400كم (2100 ميل).